# Vecāķi (stacja kolejowa)
Vecāķi (ros. Вецаки) – stacja kolejowa w miejscowości Ryga, na Łotwie. Położona jest na linii Ryga - Skulte.